# Мотострелковая бригада РККА
Мотострелковая бригада РККА, отдельная мотострелковая бригада — тактическое формирование (соединение, бригада) стрелковых войск Рабоче-крестьянской Красной армии, существовавшее в 1941—1945 годах.
Применяемое в документах сокращённого действительного наименования — омсбр, мсбр. К примеру 57 мсбр.

## Описание
3 ноября 1929 года создано Управление по механизации и моторизации РККА (УММ), которое 22 ноября 1934 года переименовано в Автобронетанковое управление, также отвечавшее за механизацию и моторизацию войск и сил.
1 августа 1931 года Совет Труда и Обороны принял «Большую танковую программу», по которой для создания новых моторизованных формирований требовалось изготовить и передать РККА 10 000 грузовых автомобилей.
В марте 1932 года созданы первые два механизированных корпуса, в состав которых вошли соединения и части моторизованных стрелков (мотострелковые батальоны и мотострелковые бригады).
В 1939 году по плану реорганизации сухопутных сил (РККА), предлагалось создать в них 15 моторизованных дивизий состоящих из управления и 4 полков (два мотострелковых, артиллерийский и танковый).
В 1940 году объявлено о создании механизированных корпусов состоящих из двух танковых и одной моторизованной дивизий, мотоциклетного полка, дорожного батальона и батальона связи, авиационной эскадрильи.
Позднее мотострелковые бригады создавались с августа 1941 года, первоначально как отдельные формирования и общее их количество было небольшим. Массовое создание мотострелковых бригад начато с формированием корпусов. К 1943 году было сформировано 44 мотострелковые бригады. 
От механизированных бригад они отличались отсутствием танкового полка в своём составе. Также в механизированной бригаде, в отличие от мотострелковой, вместо зенитного артиллерийского дивизиона (12 единиц 37-мм орудий) была батарея в 4 орудия, вместо миномётной роты (16 миномётов) — миномётная батарея (12 единиц 82-мм или 6 единиц 120-мм миномётов). Для транспортировки личного состава использовались автомобили.
Всего за годы Великой Отечественной войны было создано 50 мотострелковых бригад. Часть из были переформированы в стрелковые или механизированные бригады, либо распущены. 14 бригад преобразовано в гвардейские. Имеются пропуски в нумерации бригад.
Мотострелковые бригады, как правило, находились в составе танковых корпусов.

## Основное вооружение
Первоначально по штату в бригаде наличествовало 3152 человека, 12 зенитных 37-мм орудия, 24 76-мм и 45-мм орудия, 34 82-мм миномёта, 54 противотанковых ружья, 17 бронеавтомобилей или бронетранспортёров. За годы войны состав бригады изменился незначительно. Штатная численность к концу войны увеличена до 4200 человек. Батареи ПТО переоснащены на 57-мм орудия, миномётные батареи мотострелковых батальонов образовали миномётный батальон бригадного подчинения из 2 рот по 12 82-мм миномётов каждая.

## Структура (штат)
| Мотострелковая бригада - 1-й мотострелковый батальон; - 2-й мотострелковый батальон; - 3-й мотострелковый батальон; - артиллерийский дивизион (3 батареи по 4 единицы 76-мм орудий); - батарея ПТО (4 единицы 45-мм орудий); - отдельная разведывательная рота; - отдельная рота автоматчиков; - отдельная рота ПТР (18 единиц противотанковых ружей); - отдельная инженерно-минная рота; - отдельная автотранспортная рота; - взвод управления; - медицинский взвод; - авторемонтная мастерская. | Мотострелковый батальон (мсб) - Штаб - 1-я мотострелковая рота; - 2-я мотострелковая рота; - 3-я мотострелковая рота; - пулемётная рота (9 единиц станковых пулемётов); - рота ПТР (18 единиц ружей); - батарея ПТО (4 единиц 45-мм орудий); - миномётная батарея (6 единиц 82-мм миномётов); - взвод автоматчиков; - взвод управления; - хозяйственный взвод. |

## Бригады на 9 мая 1945 года
| 1-я гвардейская мотострелковая Калинковичско-Речицкая дважды Краснознамённая, орденов Суворова, Кутузова бригада                                       |
| 2-я гвардейская мотострелковая Минско-Гданьская ордена Ленина, Краснознамённая, ордена Суворова бригада                                                |
| 3-я гвардейская мотострелковая Ямпольская Краснознамённая, орденов Суворова, Кутузова бригада                                                          |
| 4-я гвардейская мотострелковая Краснознамённая, ордена Суворова бригада                                                                                |
| 6-я гвардейская мотострелковая Венско-Мукденская Краснознамённая, орденов Суворова, Кутузова бригада                                                   |
| 7-я гвардейская мотострелковая Сталинградско-Корсунская Краснознамённая бригада                                                                        |
| 22-я гвардейская мотострелковая Фастовская орденов Ленина, Краснознамённая, Суворова, Богдана Хмельницкого бригада                                     |
| 23-я гвардейская мотострелковая Васильковская ордена Ленина, дважды Краснознамённая, ордена Суворова бригада                                           |
| 27-я гвардейская мотострелковая Черновицкая Краснознамённая, орденов Суворова, Богдана Хмельницкого бригада                                            |
| 28-я гвардейская мотострелковая Пражская Краснознамённая, орденов Суворова, Кутузова бригада                                                           |
| 29-я гвардейская мотострелковая Унечская ордена Ленина, краснознаменная, орденов Суворова, Кутузова, Богдана Хмельницкого, Александра Невского бригада |
| 33-я гвардейская мотострелковая Уманско-Берлинская Краснознамённая, орденов Суворова, Кутузова, Богдана Хмельницкого бригада                           |
| 34-я гвардейская мотострелковая Вапняро-Берлинская Краснознамённая, Суворова, Богдана Хмельницкого бригада                                             |
| 5-я мотострелковая Краснознамённая бригада |
| 8-я мотострелковая Бобруйская Краснознамённая, ордена Суворова и Кутузова бригада                                                                      |
| 11-я мотострелковая Танненбергская Краснознамённая бригада                                                                                             |
| 12-я мотострелковая Волновахская Краснознамённая, орденов Суворова и Богдана Хмельницкого бригада                                                      |
| 20-я мотострелковая Новоград-Волынская Краснознамённая, ордена Суворова бригада                                                                        |
| 26-я мотострелковая Сивашская ордена Кутузова бригада                                                                                                  |
| 27-я мотострелковая Хинганская бригада |
| 32-я мотострелковая Корсуньская Краснознамённая, ордена Кутузова бригада                                                                               |
| 44-я мотострелковая Полоцкая Краснознамённая, орденов Суворова, Кутузова бригада                                                                       |
| 53-я мотострелковая Знаменская Краснознамённая, ордена Суворова бригада                                                                                |
| 56-я мотострелковая Ясская Краснознамённая, орденов Суворова, Богдана Хмельницкого бригада                                                             |
| 65-я мотострелковая Краснознамённая, орденов Суворова и Кутузова бригада                                                                               |